# Alberto Dainese
Alberto Dainese (ur. 25 marca 1998 w Abano Terme) – włoski kolarz szosowy.

## Osiągnięcia
Opracowano na podstawie:

2016
- 1. miejsce na 3. etapie Giro di Basilicata

2018
- 1. miejsce w Trofeo Città di San Vendemiano
- 1. miejsce na etapie 9a Giro Ciclistico d’Italia
- 2. miejsce w mistrzostwach Włoch U23 (start wspólny)
- 1. miejsce w klasyfikacji punktowej Giro della Regione Friuli Venezia Giulia
  - 1. miejsce na 1. etapie

2019
- 1. miejsce w klasyfikacji punktowej Tour de Normandie
  - 1. miejsce na 2. etapie
- 1. miejsce na 2., 3. i 6. etapie Tour de Bretagne
- 1. miejsce w Entre Brenne et Montmorillonnais
- 1. miejsce w mistrzostwach Europy U23 (start wspólny)
- 1. miejsce na 3. etapie Czech Cycling Tour
- 2. miejsce w Gooikse Pijl

2020
- 3. miejsce w Race Torquay
- 1. miejsce na 1. etapie Herald Sun Tour

2021
- 3. miejsce w Grand Prix d’Isbergues
- 2. miejsce w Paryż-Chauny
- 3. miejsce w Giro del Veneto

2022
- 1. miejsce na 11. etapie Giro d’Italia

2023
- 1. miejsce na 17. etapie Giro d’Italia

## Rankingi
| Rok             | 2018 | 2019 | 2020 | 2021 | 2022 | 2023 | 2024 |
| --------------- | ---- | ---- | ---- | ---- | ---- | ---- | ---- |
| World Ranking   | 562. | 173. | 377. | 153. | 252. | 128. | 217. |
| UCI Europe Tour | 326. | 143. | 309. | 131. | 205. | -    | -    |
|                 |      |      |      |      |      |      |      |
| Źródło: UCI     |      |      |      |      |      |      |      |